# Хоту Матуа
Хо́ту Мату́а — легендарный первый король Рапануи, предположения о времени деятельности которого (то есть, о времени прибытия полинезийцев на остров Пасхи) варьируются от IV до XII века, причём вторая дата рассматривается многими учёными, как более предпочтительная.

## Биография
Хоту Матуа был легендарным первым поселенцем и ариками мау («верховным начальником» или «королём») острова Пасхи и предком народа рапануи . Хоту Матуа со своими людьми на двух пирогах прибыл на остров Пасхи из теперь неизвестной земли Хивы (вероятно, Маркизские острова ). Он высадился со своим народом на пляже Анакена, и они распространились по всему острову, потомки вождя разделили его между собой создав кланы. После этого рапануйцы прожили более тысячи лет в своем изолированном островном доме на юго-восточной оконечности Полинезийского треугольника в Тихом океане.